# Octopus (песня)
«Octopus» (также известная как «Clowns and Jugglers», а также известная как «The Madcap Laughs») — песня, написанная и исполненная Сидом Барреттом в 1969 году и выпущенная на его первом сольном альбоме The Madcap Laughs, название которого было взято Дэвидом Гилмором из строк этой песни («Well, the madcap laughed at the man on the border…»). «Octopus» так же является единственным синглом Барретта, с песней «Golden Hair» на стороне B. Сингл был выпущен 14 ноября, за два месяца до выпуска альбома.

## Написание
Я наигрывал её в голове около шести месяцев перед тем, как я её окончательно написал, и, возможно, именно поэтому она так хорошо вышла. Задумка была примерно такой же, как у таких песен, как „Green Grow the Rushes Ho“, где каждая из 12 строк связана с последующей и предыдущей. Это такая своеобразная комбинация куплетов и припева: припев меняет ритм песни, но сохраняет её основную музыкальную тему.
Оригинальный текст (англ.)I carried that about in my head for about six months before I actually wrote it so maybe that's why it came out so well. The idea was like those number songs like "Green Grow the Rushes Ho" where you have, say, twelve lines each related to the next and an overall theme. It's like a fool-proof combination of lyrics, really, and then the chorus comes in and changes the tempo but holds the whole thing together.Сид Баррет

## Запись
После того, как Барретт покинул Pink Floyd в апреле 1968 года, Питер Дженнер из менеджмента группы последовал его примеру. Дженнер привел Барретта в студию EMI Studios, чтобы записать несколько треков, которые позже будут выпущены на первом сольном альбоме Барретта. Затем Барретт попал в психиатрическую клинику, очевидно, после поездки по Британии.
После нового 1969 года оправившийся Барретт решил вернуться к музыкальной карьере. Барретт связался со студией EMI и начал сотрудничать с Малкольмом Джонсом, тогдашним главой нового прог-рок-лейбла EMI, Harvest.
Ранняя версия песни содержится на альбоме Opel (1988) под названием «Clowns and Jugglers», которая была записана вместе с группой Soft Machine. В переиздании альбомов The Madcap Laughs и Opel также содержатся другие версии этой песни в качестве бонус-треков.

## Релиз
Название альбома появилось в результате того, что сопродюсер Дэвид Гилмор не расслышал строчку из этой песни («Ну, сумасбродный кот смеялся над человеком на границе …» — хотя слово «сумасбродный» действительно фигурирует в тексте другой песни — «К сумасбродной скачущей погоне»). «Octopus» известен как единственный сингл Барретта, где он выступает в качестве сольного исполнителя. Он был выпущен 14 ноября 1969 года, за два месяца до выхода The Madcap Laughs. Во Франции сингл получил обложку с изображением осьминога.  19 июня 2016 года очень редкий экземпляр этого сингла был продан на аукционе за 10 500 евро (лот 284) во время продажи 8000 виниловых пластинок, организованной Discothèque de Radio France.
В 2007 году песня была включена в сборник A Breath of Fresh Air — A Harvest Records Anthology 1969—1974, в котором приняли участие несколько исполнителей Harvest. Так же она вошла в сборник лучших песен Барретта An Introduction to Syd Barrett (2010). 
В 2011 году в рамках акции «Черная пятница» в честь Дня музыкального магазина в США ограниченным тиражом был выпущен набор в жестяной коробке, включавший в себя реплику сингла «Octopus» на желтом виниле и 120-страничный альбом фотографий Барретта, сделанных Миком Роком. 